# 比氏裸蜥魚
比氏裸蜥魚（学名：Lestidium bigelowi）為輻鰭魚綱仙女魚目帆蜥魚亞目魣蜥魚科的一種，分布於印度洋及太平洋海域，為深海魚類，深度0-615公尺，體長可達3.7公分，棲息在表中層水域，生活習性不明。